# Amanda Du-Pont
Amanda Du-Pont (sinh ngày 26 tháng 6 năm 1988) là một nữ diễn viên người Nam Phi gốc Swazi. Cô sinh ra ở Swaziland và hiện đang cư trú tại Nam Phi. Ngoài diễn xuất, cô còn là một người dẫn chương trình/người dẫn chương trình truyền hình, nghệ sĩ lồng tiếng, người mẫu, đại sứ thương hiệu, MC sự kiện trực tiếp và nữ doanh nhân.

## Tuổi thơ
Du-Pont sinh ngày 26 tháng 6 năm 1988 tại Manzini, Swaziland. Cô là người gốc Bồ Đào Nha, Trung Quốc, Pháp và Swazi. Cô sinh ra và lớn lên ở Manzini nhưng sau đó chuyển đến Mpumalanga để hoàn thành việc học tại Uplands College.

## Nghề nghiệp
Du-Pont đã có một vai chính trong bộ phim điện ảnh năm 2014, Between Friends, một vai diễn định kỳ trong chương trình truyền hình nổi tiếng của Nam Phi Skeem Saam, và là người đồng chủ trì của Real Goboza. Cô cũng đã tham gia bộ phim truyền hình CBS/Hallmark Life is Wild, Muvhango của SABC 2 , Intersexions, Generations, Skeem Saam, Loxion Bioscope của Mzanzi TV và bộ phim năm 2015 Hear Me Move. 

## Giáo dục
Năm 2011, du-Pont đã được trao bằng Cử nhân Nghệ thuật của Trường Điện ảnh và Diễn xuất Trực tiếp Nam Phi ('AFDA') ở Johannesburg, và một năm sau, cô tốt nghiệp Học viện Điện ảnh New York ở New York, nơi cô đã được trao học bổng toàn phần cho sự xuất sắc về học thuật. 

## Giải thưởng
Ở tuổi 21, cô đã được Bộ Nghệ thuật & Văn hóa của Swaziland trao tặng giải Thành tựu Cuộc sống vì những thành tựu ban đầu của cô trong lĩnh vực điện ảnh và truyền hình và quảng bá ngôn ngữ và văn hóa Swazi. 

## Đời tư
Cô hiện cư trú tại Johannesburg, Cape Town và Thành phố New York. Amanda đã đính hôn với doanh nhân, Shawn Rodriques. 